# Museo del Risorgimento (Mailand)

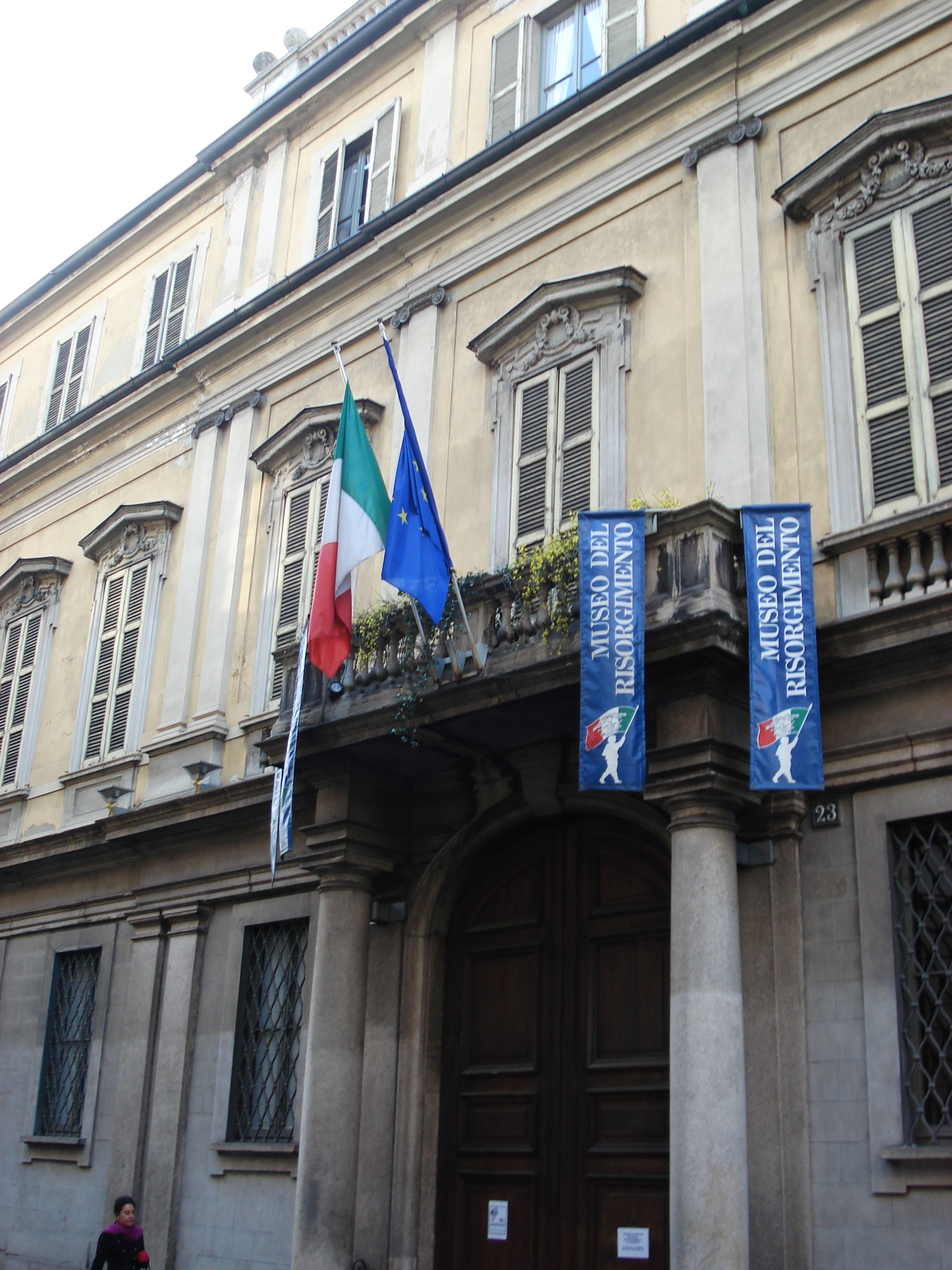
Museo del Risorgimento

Das Museo del Risorgimento in Mailand ist ein 1886 gegründeter Ausstellungsraum, der der Zeit des italienischen Risorgimento (wörtlich: „Wiederauferstehung“) gewidmet ist. Das Museum ist im Palazzo Moriggia untergebracht und veranschaulicht den Abschnitt der italienischen Geschichte zwischen 1796 (erster Einmarsch Napoleons in Italien) und 1870 (Eroberung Roms durch italienische Truppen). 
Das Museum ist Teil der Civiche Raccolte Storiche des Palazzo Moriggia, zu denen auch ein Laboratorium für Storia contemporanea (Geschichte seit 1789), eine Bibliothek, ein Archiv, ein Konferenzsaal und zwei Räume für temporäre Ausstellungen gehören. Im Palazzo Moriggia finden auch wissenschaftliche Tagungen statt, und die Civiche Raccolte Storiche publizieren wissenschaftliche Schriften.  

## Geschichte
Das Museum entstand aus einem Kern von Artefakten und Dokumenten aus der Zeit des Risorgimento und wurde am 24. Juni 1886 offiziell gegründet. 
Im Jahr 1896 wurde der Ausstellungsraum ins Castello Sforzesco verlegt. Im Jahr 1943 wurde das Museum aufgrund der strategischen Bombardierung während des Zweiten Weltkriegs vorübergehend in das Erdgeschoss der Casa Manzoni verlegt. Im Jahr 1950 wurde der Ausstellungsraum in den Palazzo Moriggia zurückverlegt, dem endgültigen Sitz der Ausstellung.

## Ausstellung
Das Museo del Risorgimento sammelt Kunstwerke, Reliquien, Gemälde, Drucke, Waffen und Gegenstände, die an die napoleonische Ära, die  Italienischen Unabhängigkeitskriege, die Fünf Tage von Mailand und die epischen Taten Giuseppe Garibaldis erinnern.
Der Ausstellungspfad, der der chronologischen Abfolge der Ereignisse folgt, führt durch vierzehn historische Säle, zu denen die neue Waffenkammer hinzugefügt wurde. Die jüngste Renovierung geht auf das Jahr 1998 zurück, als die Dauerausstellungsräume für die wichtigsten Sammlungen neu gestaltet wurden.
Die Ausstellung wird mit Exponaten aus der Zeit der Restauration nach 1814/1815 fortgesetzt, darunter auch einige Erinnerungsstücke von Silvio Pellico, sowie mit Gegenständen aus der Zeit des Fünf-Tage-Aufstands vom März 1848. Von besonderem historischem Interesse ist die Glocke des Turms auf der Piazza dei Mercanti, die zerbrach, als sie ununterbrochen läutete, um das Volk zum Aufstand aufzurufen. Die ursprüngliche Trikolore, die am 20. März 1848 über dem Mailänder Dom wehte, geht ebenfalls auf die Fünf Tage zurück.

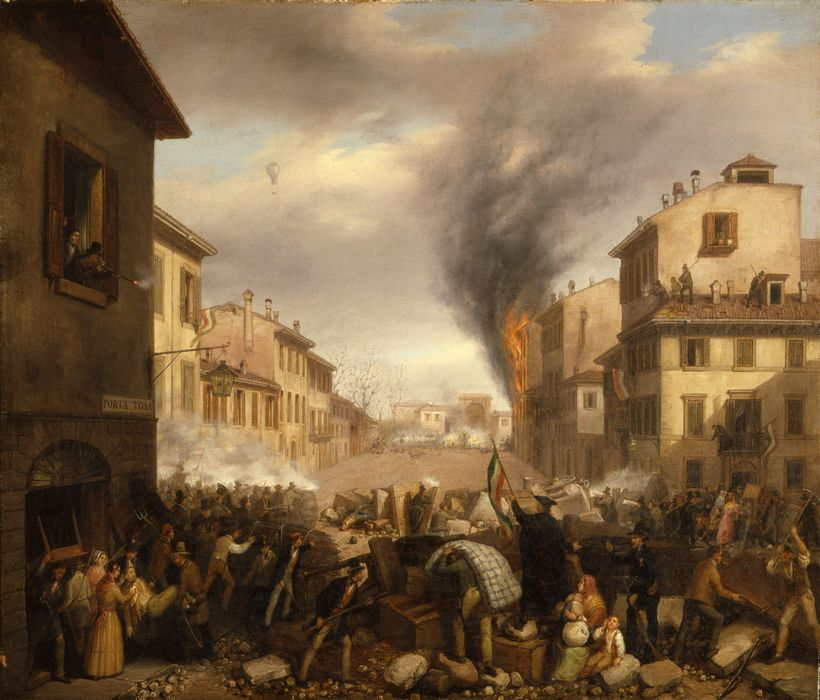
Carlo Canella, Kampf an der Porta Tosa während der „Fünf Tage“

Die Sammlung wird mit Erinnerungsstücken an die Unabhängigkeitskriege von 1859 und 1866 fortgesetzt.
Ebenfalls im Museum ausgestellt sind eine Bibel, die von englischen Adligen geschenkt wurde, und ein Poncho mit „Rothemden“, der Giuseppe Garibaldi gehörte.
Die Gemäldesammlung umfasst Bilder von den „Fünf Tagen von Mailand“ (1848) bis zur Eroberung Roms (1870).
Die wichtigsten Gemälde, die im Museum aufbewahrt werden, beziehen sich auf die Fünf Tage: Kampf an der Porta Tosa während der Fünf Tage von Carlo Canella, der Rückzug der Österreicher aus dem Dienst an der Porta Tosa und Die von den Mailänder Aufständischen geplünderte Waffenkammer des Adligen Uboldi von Carlo Bossoli.
An die Römische Republik erinnert hingegen das Gemälde Garibaldi und Maggiore Leggero tragen die sterbende Anita durch die Sümpfe von Comacchio von Pietro Bouvier.

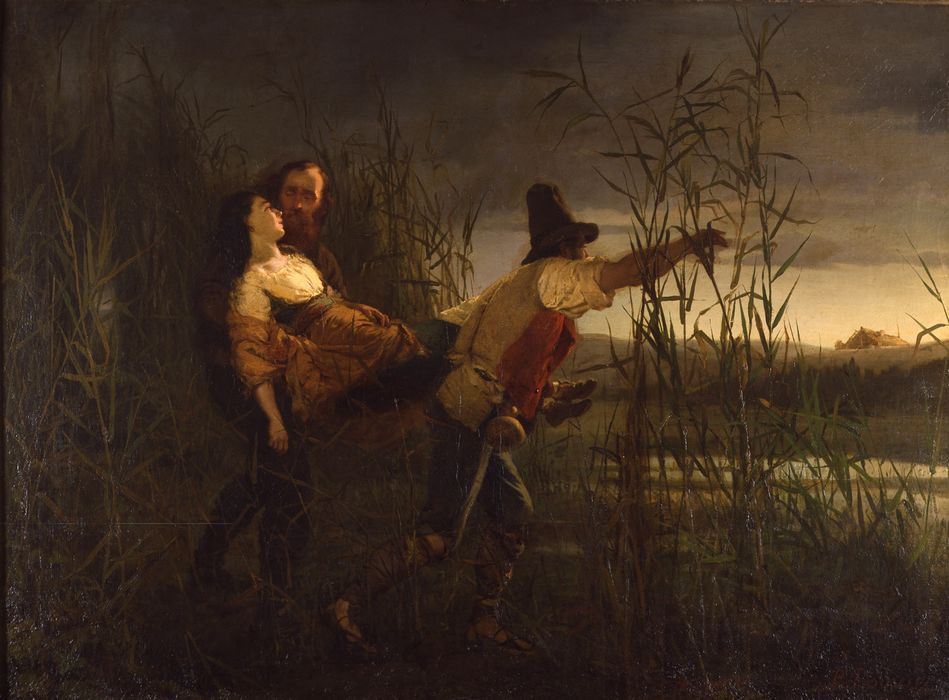
Pietro Bouvier, Garibaldi und Maggiore Leggero tragen die sterbende Anita durch die Sümpfe von Comacchio

Vom Zweiten italienischen Unabhängigkeitskrieg wurden die Schlacht von Magenta von Gerolamo Induno, die Einnahme des Friedhofs von Solferino von Eleuterio Pagliano und Mailand bei der Nachricht vom Vorfrieden von Villafranca von Domenico Induno inspiriert. 
Im Zusammenhang mit dem „Zug der Tausend“ (1860) steht Die Einschiffung der Tausend in Quarto von Gerolamo Induno, während der Epilog des Dritten Unabhängigkeitskrieges durch das Gemälde Eintritt von Vittorio Emanuele II in Venedig verewigt wurde. Die Eroberung Roms wird stattdessen durch den Einbruch von Porta Pia von Carlo Ademollo und Das Römische Plebiszit von Luigi Riva dargestellt.